# Буссето
Буссе́то (итал. Busseto, эмил.-ром. Busé, местн. Büssé) — коммуна в Италии, в регионе Эмилия-Романья, подчиняется административному центру Парма.
Население составляет 6890 человек (на 2004 г.), плотность населения — 90 чел./км². Занимает площадь 76 км². Почтовый индекс — 43011. Телефонный код — 0524.
Покровителем коммуны почитается святой апостол Варфоломей, празднование 24 августа.
В Буссето учился и жил известный композитор Джузеппе Верди.

## Города побратимы
- Зальцбург, Австрия, 1988 год[1];
- Карри-ле-Руэ, Франция (Прованс — Альпы — Лазурный Берег, Буш-дю-Рон), 2005 год[2];
- Орначуэлос, Испания (Андалусия, Кордова), 2006 год[3].